# Park Ji-hoo
Park Ji-hu (hangul: 박지후; nascida em 7 de novembro de 2003) é uma atriz sul-coreana. Ela é mais conhecida por seus papéis principais no filme de 2018 House of Hummingbird e na série original da Netflix de 2022, All of Us Are Dead.

## Vida pregressa e educação
Park nasceu em Daegu, Coreia do Sul. Ela foi aceita no departamento de teatro e cinema da Universidade de Hanyang em novembro de 2021. Em fevereiro de 2022, Park se formou na  Escola secundária de Dongmoon

## Carreira

### 2014—presente: Começos e avanços
Em 2014, Park começou a atuar ocasionalmente após participar de uma audição de rua. Ela então fez sua estreia como atriz no curta-metragem Home Without Me em 2016, antes de conseguir papéis menores em produções mainstreams Vanishing Time: A Boy Who Returned (2016), Fabricated City (2017) e The Witness (2018).
Em 2018, Park estrelou a sensação indie House of Hummingbird, interpretando seu primeiro papel principal em um longa-metragem. Ela alcançou reconhecimento e ganhou vários elogios por sua atuação no filme.
Em abril de 2021, Park está filmando o thriller de desastre de Um Tae-hwa, Concrete Utopia, ao lado de Lee Byung-hun, Park Bo-young e Park Seo-joon.

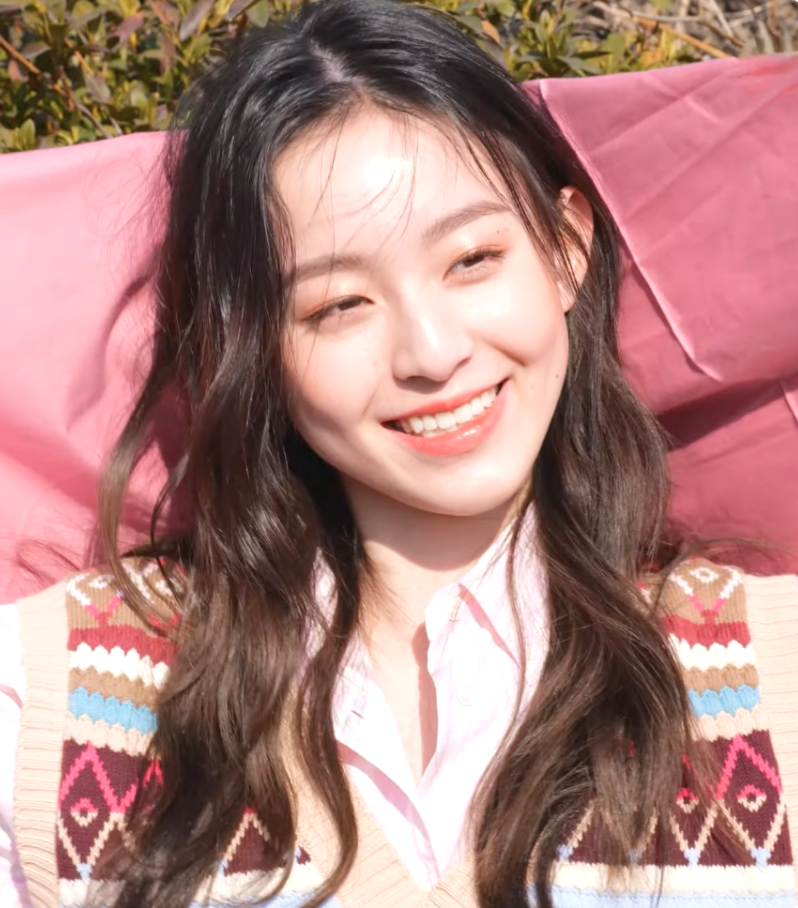
Park em 2022

Ela ganhou reconhecimento internacional após aparecer no apocalipse zumbi série original da Netflix, All of Us Are Dead. Ela também estrelará a próxima série da tvN, Little Women, ao lado de Kim Go-eun, Nam Ji-hyun e Wi Ha-joon.

## Filmografia

### Filme
| Ano  | Título em inglês                   | Título em coreano | Papel                       | Ref.   |
| ---- | ---------------------------------- | ----------------- | --------------------------- | ------ |
| 2016 | Vanishing Time: A Boy Who Returned | 가려진 시간       | Garota parecido com Soo-rin |        |
| 2017 | Fabricated City                    | 조작된 도시       | Estudante do ensino médio 1 |        |
| 2018 | The Witness                        | 목격자            | Ye-seul                     |        |
| 2018 | House of Hummingbird               | 벌새              | Kim Eun-hee                 |        |
| 2021 | Black Light                        | 빛과 철           | Eun-young                   |        |
| 2023 | Concrete Utopia                    | 콘크리트 유토피아 | Hye-won                     | [ 10 ] |

### Séries de televisão
| Ano  | Título em inglês | Título em coreano | Papel       | Ref.   |
| ---- | ---------------- | ----------------- | ----------- | ------ |
| 2018 | Sweet Revenge 2  | 복수노트 2        | Lee Ha-yan  |        |
| 2019 | Beautiful World  | 아름다운 세상     | Jung Da-hee |        |
| 2022 | Little Women     | 작은 아씨들       | Oh In-hye   | [ 11 ] |

### Webséries
| Ano           | Título em inglês   | Título em coreano | Papel     | Notas                  | Ref.                |
| ------------- | ------------------ | ----------------- | --------- | ---------------------- | ------------------- |
| 2022–presente | All of Us Are Dead | 지금 우리 학교는  | Nam On-jo | Temporada 1 - presente | [ 8 ] [ 12 ] [ 13 ] |

## Prêmios e indicações
| Cerimônia de premiação                    | Ano  | Categoria                 | Nomeado/Trabalho     | Resultado | Ref.   |
| ----------------------------------------- | ---- | ------------------------- | -------------------- | --------- | ------ |
| Asia Pacific Screen Awards                | 2019 | Melhor atriz              | House of Hummingbird | Indicado  | [ 14 ] |
| Baeksang Arts Awards                      | 2020 | Melhor Nova Atriz - Filme | House of Hummingbird | Indicado  | [ 15 ] |
| Best Star Awards                          | 2019 | Melhor Nova Atriz         | House of Hummingbird | Venceu    | [ 16 ] |
| Blue Dragon Film Awards                   | 2019 | Melhor Nova Atriz         | House of Hummingbird | Indicado  | [ 17 ] |
| Buil Film Awards                          | 2020 | Melhor Nova Atriz         | House of Hummingbird | Indicado  | [ 18 ] |
| Chunsa Film Art Awards                    | 2020 | Melhor Nova Atriz         | House of Hummingbird | Indicado  | [ 19 ] |
| Cine21 Awards                             | 2019 | Melhor Nova Atriz         | House of Hummingbird | Venceu    | [ 20 ] |
| Director's Cut Awards                     | 2019 | Melhor Nova Atriz         | House of Hummingbird | Venceu    | [ 21 ] |
| Grand Bell Awards                         | 2020 | Melhor Nova Atriz         | House of Hummingbird | Indicado  | [ 22 ] |
| Korean Association of Film Critics Awards | 2019 | Melhor Nova Atriz         | House of Hummingbird | Venceu    | [ 23 ] |
| London East Asia Film Festival            | 2019 | Melhor Nova Atriz         | House of Hummingbird | Venceu    | [ 24 ] |
| Tribeca Film Festival                     | 2019 | Melhor Atriz              | House of Hummingbird | Venceu    | [ 25 ] |
| Wildflower Film Awards                    | 2020 | Melhor Nova Atriz         | House of Hummingbird | Venceu    | [ 26 ] |